# Avadattur
Avadattur é uma vila no distrito de Salem, no estado indiano de Tamil Nadu.

## Demografia
Segundo o censo de 2001,  Avadattur  tinha uma população de 8982 habitantes. Os indivíduos do sexo masculino constituem 53% da população e os do sexo feminino 47%. Avadattur tem uma taxa de literacia de 53%, inferior à média nacional de 59.5%; com 63% para o sexo masculino e 37% para o sexo feminino. 12% da população está abaixo dos 6 anos de idade.